# 켈리 굴드
켈리 굴드(Kelly Gould, 1999년 8월 4일 ~ )는 미국의 배우, 텔레비전 배우, 성우, 영화배우이다.
로스앤젤레스에서 태어났다.

## 방송
- 고스트 위스퍼러 시즌3
- 콜드케이스 시즌5

## 영화
- 스매쉬 (2012년)
- 사랑은 언제나 진행중 (2009년) - 새디 역
- 럭키 루이 (2006년)